# Cour a Courek
Cour a Courek je československý komiksový seriál pro děti. Autorem výtvarné stránky byl Adolf Born, libreto psal nejprve Jan Kloboučník, po jeho smrti v roce 1974 převzal scenáristickou štafetu Svatopluk Hrnčíř. Komiks vycházel v letech 1970–1985 v dětském časopisu Sluníčko , jehož byl Kloboučník šéfredaktorem. V roce 1983 vyšel v nakladatelství Albatros knižní výběr z komiksů dvojice Hrnčíř–Born.

## Hlavní a vedlejší postavy
Hlavními hrdiny jsou starší kocour Cour a mladý kocourek Courek, kteří spolu bydlí sami v jednom domě. Ačkoli to v komiksu nikde není explicitně řečeno, dá se předpokládat, že jde o otce a syna (tak o nich ostatně mluví i propagační texty doprovázející vydání knižního souboru). Cour a Courek se kamarádí s podobnou dvojicí psů - Brokem a Bročkem. Dále v komiksu vystupuje kočka Micinka, která se líbí Courkovi, myši, které hrdiny sužují, další zvířata a také lidé. Původně neměly postavy oblečení, postupně se však Adolf Born propracoval k antropomorfnímu vzhledu postav.

## Cour a Courek ve Sluníčku
První díl komiksu vyšel v šestém čísle ročníku 1969/1970 časopisu Sluníčko, poslední ve dvanáctém čísle ročníku 1984/1985. Celkem tedy vyšlo 187 dílů komiksu.

## Seznam dílů v knižních vydáních
Knižní vydání obsahují 44 dílů seriálu  a zahrnují pouze díly vytvořené Svatoplukem Hrnčířem a Adolfem Bornem. Následující seznam dílů je vytvořený podle vydání z roku 1994:
- Domeček
  - Cour a Courek skryti před zraky čtenářů postaví dům a pak se čtenářům představí v oknech. Nakonec se ukáže, že zatím postavili jen průčelí.
- Dobrá malta
  - Cour a Courek pokračují v pracích na domě, Cour míchá maltu, Courek zatím vaří krupicovou kaši. Zapomene Courovi držet žebřík, ten spadne do necek, kam zatím unikla kaše. Cour si na ní pochutná.
- Myš, která chrápe
  - Mezi patry Courova a Courkova pokoje, které jsou nad sebou, spí myš a chrápe. Kocouři se na ni snaží vyzrát a zkoušejí se k ní provrtat, zraní se ale navzájem a myš dál klidně chrápe.
- Kaňka
  - Courek pracuje na domácím úkolu z matematiky, ale udělá kaňku na podlahu i na stěnu. Umýt to nejde, tak ho napadne koupit velkou láhev inkoustu a vyzdobit podle kaněk celý pokoj.
- Komíny
  - Kamna kouří a ukáže se, že na komíně hnízdí čápi. Cour vyvede kouř z kamen novou rourou v okně, na tu se ale uhnízdí jiní ptáci. Kocouři tedy ustoupí a uvaří si venku na ohni.
- Velkotunel
  - Kocouři a Broček kopou tunel. Broček se prokope až k opicím a lekne se, že je v Africe. Nakonec se ukáže, že se prokopal do zoo.
- Sportovec
  - Kocouři nejsou doma a v domě řádí myši. Kocouři se ale najednou vrátí a myši vyplaší. Jen z ledničky se dál ozývají zvuky. Po otevření se ukáže, že tam jedna myš bruslí.
- Muzikanti
  - Courek hraje na housle a přidá se k němu Broček s klarinetem, později i Cour s trubkou. Nakonec se přidá Brok na bubínek.
- Mlékovod
  - Cour budí Courka, ať dojde pro mléko. Jeho ranní vstávání nebaví a tak vymyslí mlékovod, který mléko z mlékárny pomocí hadiček dopraví až ke kocourům do postele.
- Sousedé
  - Kocouři se rozhodnou porozhlédnout se po okolí. Courek jede na koloběžce, má ale karambol a skončí na stromě, kde ho vidí Brok s Bročkem a obviní ho z toho, že trhá hrušky. Broček si vezme Courkovu koloběžku, která leží pod stromem, a na té ho zase přistihne Cour. Cour a Brok se kvůli tomu začnou hádat, ale Courek s Bročkem se skamarádí a když je vidí Cour s Brokem, spřátelí se taky.
- Zahrádka
  - Kocouři ryjí zahradu. Courek si práci zjednoduší tak, že vezme rybářský prut s žížalou, kterou na dálku ucítí krtek. Krtek se žene za žížalou a tím ryje zahradu.
- Kamarádi
  - Myši využijí Courkův dětský vláček k přepravě potravin z ledničky do své díry během noci, když kocouři spí. Courek si s nimi chce také hrát, ale myši se ho leknou a utečou.
- Písnička
  - Děti ve školce zpívají „kočka leze dírou, pes oknem“. Courek a Broček ale tvrdí, že to jsou nesmysly, protože dírou lezou myši a Broček chodí dveřmi. Courek chce zjednat nápravu, ale věci se seběhnou tak, že Courek leze dírou a Broček oknem.
- Na lavičce
  - Na lavičce sedí Micinka a plete a Courek se snaží na sebe upozornit, ale Micinka si ho vůbec nevšímá. Nakonec si Courek také donese pletení, ale zamotá se do toho tak, až Micinku rozesměje. Je ale rád, protože si ho konečně všimla.
- Palačinky
  - Courek a Broček dělají pro své tatínky palačinky, ale při otáčení se přilepí na stropě. Vtom vejdou Cour s Brokem a palačinky na ně spadnou.
- Karneval
  - Kocouři a psi chtějí jít na karneval, ale mají jen tři lístky. Courka napadne, že by mohli jít za Dlouhého, Širokého a Bystrozrakého tak, že Cour s Courkem budou společně převlečeni za Dlouhého. Za Širokého se převlékne Brok, za Bystrozrakého Broček.
- Překvapení
  - Na karnevalu Courek vidí Micinku, chce ji pozdravit, vyvlékne se proto z převleku Dlouhého. Zjistí ale, že za kočku je převlečené prasátko.
- Zajatec
  - Mrzne a Courek s Bročkem si chtějí udělat kluziště. Courkovi se nechce nosit vodu z patra domu a tak ji lije z okna. Voda ale udělá rampouchy přes dveře a Courek je doma jako za mřížemi.
- Brankář
  - Courek je hokejový brankář a chlubí se, jak umí chytat. Led pod ním ale praskne a on chytí do sítě hokejové branky rybu.
- Lyžaři
  - Kocouři a psi jdou lyžovat, Courek jede první a zasekne se v díře hlavou dolů. Po jeho lyžích pak ostatních přejedou jako po lávce.
- Myší karneval
  - Cour čte Courkovi o krysaři a Courka napadne vypískat myši. Ty si z toho ale nic nedělají a tak Courek zorganizuje myší karneval na lodi. Když je loď plná myší, Courek ji odřízne od břehu a pustí po vodě.
- Malíř
  - Courek maluje Coura a myši ho prosí, aby namaloval je. On to odmítne a místo nich namaluje zátiší s jídlem. Myši mu za trest obraz rozkoušou a Courek má radost, že si myši spletly jeho obraz se skutečným jídlem.
- Had
  - Courek jde po zahrádce a lekne se hada. Broček přispěchá a udeří hada motykou. Ukáže se, že nešlo o hada, ale o hadici, kterou Brok zaléval zahradu. Courka s Bročkem spláchne voda.
- Na horách
  - Kocouři jdou po horách, Courek spadne ze skály, ale v letu ho zachrání orel s nápisem horská služba na křídle.
- Sen
  - Courek hledá houby a nemůže nic najít. Nakonec v lese usne a zdá se mu, že mu houby samy lezou do košíku. Během toho, co spí, mu Cour s Brokem do košíku skutečně nějaké houby nasypou.
- Tygr
  - Courek chce vypadat před Micinkou slušně, vezme si na sebe ale tričko s tygřími pruhy. To Micinku vyleká.
- Stěhování
  - Kocourům v domě kape voda, Courek se to snaží opravit, ale vyplaví celý byt. Má to však výhodu, myši se stěhují pryč. Nakonec se ale ukáže, že místo myší se ke kocourům nastěhovaly žáby.
- Švihadlo
  - Courek se předvádí, jak umí skvěle skákat přes švihadlo, nakonec se do něho ale zamotá a spadne.
- Doly
  - Kocouři kopou na zahradě studnu a objeví uhlí. To si začnou odnášet i další zvířata, když ale ze země začnou vyndávat i nakládané okurky, Courovi dojde, že se prokopali do vlastního sklepa.
- Rybáři
  - Kocouři chytají ryby, ale z vody vytahují jen staré krámy.
- Opravář
  - Courovi nejede auto, Courek to chce opravit, Cour s Brokem a Bročkem se zatím projdou. Když se vrací, motor jede, ale Courek není nikde vidět. Nakonec se ukáže, že nevrčel motor, ale že Courek usnul pod kapotou a chrápe.
- Lukostřelci
  - Courek a Broček zkoušejí střílet z luku. Courek drží šíp, Broček napíná luk až nakonec vystřelí šíp, kterého se Courek pořád drží a letí s ním do terče.
- Včely
  - Včely se rojí na stromě a přichází déšť. Courek nad nimi proto drží deštník a dostane od nich za odměnu med. Broček to zkusí také, ale když strčí deštník do úlu, dostane místo medu žihadlo.
- Plot
  - Kocouři natírají dřevěnou ohradu zelenou barvou s kytičkovým vzorem. Broček si myslí, že to je louka, skočí na ní, ale narazí si čumák.
- Výlet
  - Kocouři jdou na výlet. Jdou s nimi ale i myši, nesou se v jejich batozích a ujídají jim potraviny.
- Na houbách
  - Kocouři chtějí jít na houby a tak zavolají psům, ať jdou s nimi a ať si vezmou košíky. Brok s Bročkem to ale pochopí špatně a přijdou s psími košíky – náhubky.
- U vody
  - Psi se koupají, ale kocourům se do vody nechce a leží na dece na břehu. Courek by byl radši, kdyby voda přišla k nim. Psy tedy napadne upustit rybník proti proudu a voda kocoury zalije.
- Neposluchové
  - Cour a Brok volají Courka s Bročkem, ať se jdou koupat, oni se ale houpají na houpačce. Broček ale rozhoupá Courka tak, že sletí z houpačky rovnou do necek.
- Strašidlo
  - Kocouři jdou na zříceninu, ale psi je varují, že tam možná straší. Kocouři skutečně potkají bezhlavého rytíře, leknou se, ale pak poznají jeho hlas a přichystají na něj past. Ukáže se, že za rytíře se převlékli Brok s Bročkem.
- Courkův puk
  - Cour se se psy kouká na televizi na hokej, Courek zatím připravuje karbanátky. Ty se mu ale připálí. Pak jdou všichni hrát hokej, ale nemají puk a tak Courka napadne místo puku využít jeho karbanátek.
- Tabulka
  - Kocouři běžkují a Courek vidí ceduli, na které je nápis „pozor lvi“. Zasměje se tomu a jede dál, začne se na něj ale sypat lavina. Cour ho pak upozorní, že na ceduli je nápis „pozor laviny“, jen některá písmena nejdou vidět kvůli tomu, jak je cedule zasypaná sněhem.
- Kapr
  - Kocouři mají doma ve vaně kapra na Vánoce. Courek mu předvádí, jak plave on, ale do vany se moc nevejde, tak ho nese do plaveckého bazénu. Cestou se mu ale kapr vysmýkne a skončí v řece.
- Stromeček
  - Kocouři si koupí vánoční stromeček, je ale moc vysoký a nevejde se do místnosti. Vršek mu proto uříznou a dají ho jako malý vánoční stromeček myším do díry.
- Dobrou noc
  - Kocouři rozbalí vánoční dárky, Courek si s nimi chvíli hraje a pak jdou spát.

## Seznam knižních vydání
- Cour a Courek, Albatros, Praha 1983
- Cour a Courek, Fajma, Praha 1994 ISBN 80-85374-23-4
- Cour a Courek, Euromedia Group k.s. - Knižní klub, Praha 2008 ISBN 978-80-242-2264-6
- Cour a Courek, Euromedia Group k.s. - Knižní klub, Praha 2017 ISBN 978-80-7549-491-7